# Mer de feu de Bandung
La Mer de feu de Bandung fut la destruction délibérée par le feu de toute la partie sud de la ville de Bandung lors de la révolution indonésienne par les révolutionnaires républicains indonésiens.
Elle fut la réponse donné au commandement britannique qui avait posé un ultimatum aux Indonésiens leur enjoignant de quitter la ville. Ce que les Indonésiens appellent Bandung Lautan Api eut lieu le 24 mars 1946 et devint l'un des événements les plus marquants de la révolution. C'est pendant cette période d'évacuation qu'un membre de l'armée révolutionnaire, Mohammad Toha, devint un héros national en dynamitant le quartier général néerlandais à Dayeuhkolot.